# اکتاش، کاملو
اکتاش، کاملو (به لاتین: Aktaş, Kumlu) یک منطقهٔ مسکونی در ترکیه است که در استان ختای واقع شده‌است.

## خصوصیات
اکتاش ۱٬۳۹۶ نفر جمعیت دارد و ۸۱ متر بالاتر از سطح دریا واقع شده‌است.